# Liste des comtes de Forcalquier
La liste des comtes de Forcalquier présente les différents possesseurs du titre de comte ou de comtesse, ayant gouverné le comté de Forcalquier, entre le début du XIIe siècle et le début du siècle suivant. Le territoire Forcalquier ou pays de Forcalquier est situé dans la partie sud-ouest du département français des Alpes-de-Haute-Provence, en région Provence-Alpes-Côte d'Azur,

## Histoire

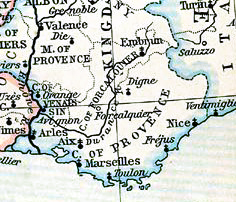
Le comté de Forcalquier, entre comté et marquisat de Provence

Armes du comté de Forcalquier : De gueules à la croix cléchée, vidée et pommetée d'or., mais certains auteurs inversent les émaux.

Les règles de succession du comté de Provence voulaient que les fils d'un comte lui succèdent ensemble et règnent sur le comté de manière indivise. Le comte, Foulques Bertrand († 1051), possède en propre le château de Forcalquier. Ses deux fils lui succèdent, Guillaume V et Geoffroi II. Les auteur anciens ont avancé la création du comté de Forcalquier au démembrement du comté de Provence par Geoffroi II. La famille comtale de Provence s'éteint en 1093 et trois familles se partagent la Provence : la maison de Toulouse, celle de Barcelone et celle d'Urgell. Les conflits d'intérêts entre ces familles ne permettent pas de maintenir l'indivision sur le comté et à l'issue des guerres baussenques est procédé au partage du comté entre les trois maisons.
Varano souligne toutefois que « l’apparition officielle du comté ne peut se placer avant 1110 ». Adélaïde/Azalaïs († entre 1144/1150), fille de Guillaume V, comte de Provence, et d'Adélaïde de Cavenez, est l'héritière d'une des deux ramifications de la branche cadette des comtes de Provence. Elle épouse, avant 1080, Armengol/Ermengaud IV († 1092), comte d'Urgell,. Elle se qualifie de comtesse de Forcalquier (Adalais comitissa Fulcheriensis), dans un acte, interprété majoritairement par l'historiographie, comme étant l'année 1110. Jean-Pierre Poly avançait pour sa part celle de janvier 1105/1106,. Cet usage du titre de comtesse de Forcalquier, dans un acte de transaction avec l'évêque de Sisteron, permet à Adélaïde de « formaliser un état de fait », « œuvrant probablement sur deux fronts : le premier relatif à sa dimension politique dans le cadre plus global du comté de Provence ; le deuxième plus local, dans un rapport ambiguë avec l’autorité épiscopale. »
Son fils, Guillaume III, dans l'acte de 1110, porte le titre de marquis de Provence (v. 1110),. Poly le mentionne comme comte de Provence. L'historiographie dans son ensemble le désigne comme l'héritier du comté de Forcalquier. Mort prématurément en 1129 et laissant deux fils Bertrand et Guigues, sa mère doit intervenir pour la succession.
À la mort du dernier comte, Guillaume IV de Forcalquier, en 1209, ses biens passent à sa fille Garsende de Forcalquier († av. 1193) et son époux Rainon/Raynon/Rainier I/III de Sabran, seigneur du Caylar, baron d'Ansouis, comte d'Ariano, co-seigneur d'Uzès. Le comté est partagé entre leurs filles et leurs époux, Garsende qui a épousé Alphonse II, comte de Provence, et Béatrice, qui a épousé Guigues VI de Bourgogne, dauphin de Viennois. La partie sud revient à Garsende de Sabran qui cède, avec l'accord de son père, ses droits à son fils Raimond-Bérenger V, tandis que le dauphin de Viennois hérite de la partie nord, avec Gap et Embrun.
Le comte de Provence Raimond-Bérenger V unit alors les titre de « comte de Provence et Forcalquier », que ses successeurs conservèront ses successeurs jusqu’à la Révolution.
Guillaume de Sabran, contestant la succession, se prétend de 1209 à 1220 comte de Forcalquier. Ce dernier est le fils de Giraud II Amic de Sabran (v. 1130 † 1212), connétable du comte de Toulouse, et d'Alix de Forcalquier, fille de Bertrand Ier. Une sentence arbitrale du 29 juin 1220 lui accorde la moitié sud du comté de Forcalquier, jusqu'à la Durance.
Lorsque la Provence est unie au royaume de France, en 1481-1482. Le roi de France porte possède désormais pour cette province le titre de « comte de Provence, Forcalquier et terres adjacentes ».

## Liste des comtes
| Dates             | Nom(s)                                                     | Éléments biographiques |
| ----------------- | ---------------------------------------------------------- | --- |
| v. 1110           | Azalaïs/Adélaïde de Forcalquier († entre 1144/1150)        | épouse (avant 1080) Ermengaud/Armengol IV d'Urgell († 1092) Porte le titre dans un acte de 1110 et semble présente auprès de ses petits-fils.                                                                                      |
| 1110 - 1129       | Guilhem/Guillaume III d'Urgel, dit de Forcalquier († 1129) | Fils des précédents. marié à Gersende/Garsende d'Albon, fille de Guigues III d'Albon, dauphin du Viennois. |
| 1129/1149         | Guigues d'Urgel, dit de Forcalquier                        | Fils des précédents. |
| 1149/50 - 1150/51 | Bertrand Ier d'Urgel, dit de Forcalquier († av. mai 1151)  | Frère du précédent. marié à Josserande de Flotte. |
| 1207 - 1209       | Guilhem/Guillaume IV d'Urgel, dit de Forcalquier († 1209)  | Fils aîné du précédent. marié à Adélaïde de Béziers. |
| 1150/51 - 1207    | Bertrand II d'Urgel, dit de Forcalquier († 1207)           | Frère cadet du précédent, il semble partager le titre indivis de comte marié à Cécile de Béziers. |
| 1209 (?)          | Alix/Adélaïde d'Urgel, dite de Forcalquier                 | Sœur des précédents (FMG/Medlans) ou fille de Guillaume IV (Varano, 2011). mariée à Giraud II Amic de Sabran († 1212), seigneur de Châteauneuf, du Thor et de Jonquières ,.                                                        |
| -                 | Garsinde/Garsende de Forcalquier († av. 1193)              | Fille de Guillaume IV. Connue sous le nom de comtesse de Forcalquier et dame de la Tour d'Aigues. mariée à Rainon/Raynon/Rainier I/III de Sabran, seigneur du Caylar, baron d'Ansouis, comte d'Ariano, co-seigneur d'Uzès.         |
| 1209              | Garsinde/Garsende de Sabran (v. 1180 † av. 1242)           | Fille des précédents. Avec l'accord de son père, elle cède le comté à son fils Raymond Bérenger et, en cas de décès de celui-ci, à sa sœur Garsende de Provence. mariée (1193) à Alphonse II d'Aragon († 1209), comte de Provence. |
| 1209              | Raimon/Raimond-Bérenger V de Provence († 1245)             | Fils des précédents. réunion des comtés de Forcalquier et de Provence. |
| 1209 - 1220       | Guillaume de Sabran († av. 1251)                           | Fils d'Alix/Adélaïde de Forcalquier et Giraud II Amic de Sabran. revendique les droits sur le comté, portant le titre jusqu'à une sentence arbitrale de 1220, (Guillelmi de Sabrano comitis Forcalcherensis).                      |

## Généalogique des comtes de Forcalquier
Tableau généalogique des comtes de Forcalquier.
- Azalaïs/Adélaïde de Forcalquier († entre 1144/50), comtesse de Forcalquier, ∞ Ermengaud/Armengol IV d'Urgell († 1092).
  - Guilhem/Guillaume III de Forcalquier († 1129), marquis de Provence, comte de Forcalquier, ∞ Garsende d'Albon.
    - Guigues († 1149), comte de Forcalquier.
    - Bertrand Ier de Forcalquier († 1149/51), comte de Forcalquier, ∞ Josserande de Flotte.
      - Guillaume IV de Forcalquier († 1209), comte de Forcalquier, ∞ Adélaïde de Béziers.
        - Garsende de Forcalquier († av. 1193), ∞ Rainon/Raynon/Rainier I/III de Sabran / Rainier de Sabran, seigneur du Caylar.
          - Garsende de Sabran († av. 1242), comtesse de Forcalquier, ∞ Alphonse II d'Aragon, comte de Provence.
            - Raimond-Bérenger V de Provence († 1245), comte de Provence, ∞ Béatrice de Savoie.
              - quatre filles qui deviennent reines.

          - Béatrice de Sabran, ∞ Guigues VI de Bourgogne, dauphin de Viennois.

      - Bertrand II de Forcalquier († 1207), comte de Forcalquier.
      - Alix († apr. 1219), ∞ Giraud II Amic de Sabran († 1212), seigneur de Châteauneuf.
        - Guillaume de Sabran († av. 1251), comte de Forcalquier (1209-1220).
          - lignée de Sabran.

      - Azalaïs († av. 1152), ∞ Sicard IV le Vieux, vicomte de Lautrec, dont postérité.

  - Sancie/Sancha/Sança.

#### Ouvrages récents
- Jean-Bernard Elzière, « Notes sur les coseigneurs de la cité d'Uzès au Moyen Âge », Congrès archéologiques de France, Derache (Paris) A. Hardel (Caen),‎ 1999, p. 429 et suivante (lire en ligne) (lire en ligne sur Gallica).
- Florian Mazel, La noblesse et l'Église en Provence fin Xe - début XIVe siècle, Paris, CTHS, 2002, 803 p. (ISBN 978-2-7355-0503-6, LCCN 2005397122).
- Mariacristina Varano (thèse soutenue à l'université d'Aix-Marseille I), Espace religieux et espace politique en pays provençal au Moyen Âge (IXe-XIIIe siècles). L'exemple de Forcalquier et de sa région, 2011, 1007 + 132 (lire en ligne [PDF]).

#### Ouvrages anciens
- Jean-Pierre Poly, La Provence et la société féodale : 879-1166, contribution à l'étude des structures dites féodales dans le Midi, Paris, Bordas, 1976, 431 p. (lire en ligne).
- Georges de Manteyer, La Provence du premier au douzième siècle : études d'histoire et de géographie politique. Tome 1, Picard, 1908, 988 p. (lire en ligne).
- Guy de Tournadre, Histoire du comté de Forcalquier (XIIe siècle), Paris, éd. Aug. Picard, 1930, 250 p..